# Kroniky Prydainu
Kroniky Prydainu (anglicky The Prydain Chronicles) je pětisvazková fantasy knižní série amerického spisovatele Lloyda Alexandra.

## Díly
- Kniha tří zjevení
- Černý kotel
- Hrad Llyr
- Taran poutník
- Král králů

## Postavy
- Taran - pasáček vepřů
- Eilonwy - princezna z Llyru
- Gurgi
- Fflewddur Fflam - bard a král malé země
- Gwydion - následník trůnu
- Dallben - starý čaroděj
- Coll - bývalý válečník
- Hen Wen - věstecká svině
- Achren - čarodějka (záporná postava)
- Arawn - král Annuvinu, země mrtvých (záporná postava)